# Cudrania fruticosa
Cudrania fruticosa är en mullbärsväxtart som först beskrevs av William Roxburgh, och fick sitt nu gällande namn av Robert Wight och Wilhelm Sulpiz Kurz. Cudrania fruticosa ingår i släktet Cudrania och familjen mullbärsväxter. Inga underarter finns listade i Catalogue of Life.